# 严顺开
严顺开（1937年6月6日—2017年10月16日），男，上海人，中国表演艺术家，上海滑稽剧团一级演员。

## 生平
1963年严顺开毕业于中央戏剧学院表演系，被分配到上海滑稽剧团任演员。
1981年初次登上银幕，主演电影《阿Q正传》，凭此片获第6届大众电影百花奖最佳男演员奖、第2届瑞士沃韦国际喜剧电影节（International Comedy Film Festival）最佳男演员金手杖奖。1983年，在中央电视台第一届春节联欢晚会上表演小品《阿Q的独白》，首次运用了“小品”这一表演形式。1988年自编自导自演喜剧电影《阿谭内传》。1990年在中央电视台春节联欢晚会上和黄宏表演了《难兄难弟》。1993年在中央电视台春节联欢晚会上表演小品《张三其人》。1999年与张凯丽在中央电视台春节联欢晚会上合作表演小品《爱父如爱子》。
2017年10月16日，严顺开在上海新华医院病逝，享年80岁。

## 作品

### 电影
演员
- 1981年：阿Q正传（饰阿Q）
- 1983年：鼓乡春晓（饰朱瘸子）
- 1984年：阿混新传（饰杜小西）
- 1986年：女局长的男朋友（饰崔海龙）
- 1988年：阿谭内传（饰阿谭）
- 1996年：夫唱妻和（饰穆阿满）
- 2000年：好女不愁嫁（饰老倭瓜）
- 2005年：银饰（饰老银匠）

### 电视剧
演员
- 1997年：新72家房客（饰水根）
- 1997年：王先生和小陈（饰王先生）
- 1997年：官场现形记（饰简朴巡抚）
- 2002年：我的淘气天使（饰程东明）
- 2002年：红楼丫头（饰贾赦）
- 2003年：小皮匠登基（饰老皮匠）
- 2003年：大宋提刑官（饰冯御史）
- 2004年：王保长后传（饰专员）
- 2004年：我们的故事（饰严福根）
- 2004年：风满楼（饰敖老爷）
- 2006年：江湖俏佳人（饰朱王爷）
- 2009年：我的丑爹（饰丑爹）

导演
- 1988年：阿谭内传
- 2005年：太太万岁

### 小品
- 1983年中国中央电视台春节联欢晚会：《逛厂甸》（搭档：斯琴高娃）
- 1983年中国中央电视台春节联欢晚会：《阿Q的独白》（单人小品）
- 1983年中国中央电视台春节联欢晚会：《弹钢琴》（单人小品）
- 1990年中国中央电视台春节联欢晚会：《难兄难弟》（搭档：黄宏）
- 1992年中国中央电视台春节联欢晚会：《今夜星辰》（搭档：孙启新、梁谷音、陈述、达式常、陈海燕、章金莱、胡惠春（5岁）等）
- 1993年中国中央电视台春节联欢晚会：《张三其人》（搭档：赵玲琪、杨新鸣、徐小帆、鞠波）
- 1993年中国中央电视台元宵晚会：《张三过十五》（搭档：赵玲琪、杨新鸣、徐小帆、吕齐）
- 年份不详中国中央电视台《综艺大观》栏目：《糊涂的爱》（搭档：高亚麟、屠化）
- 年份不详中国中央电视台《综艺大观》栏目：《老师》（单人小品）
- 年份不详中国中央电视台《综艺大观》栏目：《残疾》（搭档：周嘉陵、郭海彬）
- 年份不详：《生财有道》（搭档：刘亚津）
- 年份不详：《老爸学电脑》（搭档：刘淑萍、刘敏）
- 年份不详：《量体裁衣》（搭档：句号、王景、王乙竹）
- 1998年中国中央电视台春节联欢晚会：《我在马路边》（搭档：杜宁琳、赵玲琪、蒋小涵）
- 1999年中国中央电视台春节联欢晚会：《爱父如爱子》（搭档：张凯丽、李丁、王景）
- 2004年中国中央电视台春节联欢晚会：《讲故事》（搭档：洪剑涛、小叮当）
- 2007年中国中央电视台春节联欢晚会：《假话真情》（搭档：林永健、刘小梅、刘桂娟）

### 其他
- 2006年：话剧《乌鸦与麻雀》（演员）
- 2007年：滑稽戏《独养女儿》（导演和主演）
- 2008年：滑稽戏《可苦可乐》（主演）